# Cashgame

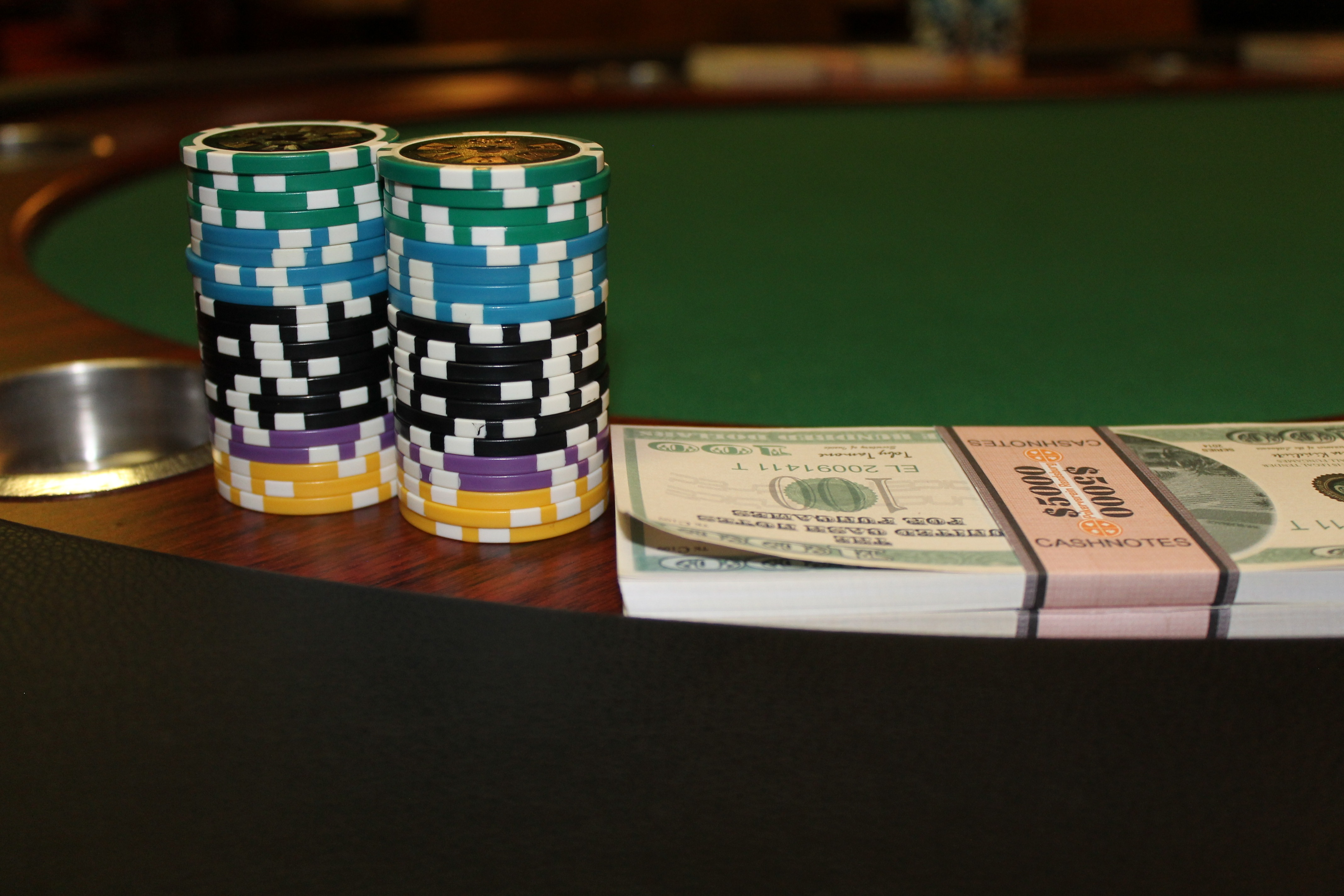
Cashgame

Een cashgame (soms ook aangeduid als ring game) is een spelvorm bij poker waarbij wordt gespeeld om geld. De fiches in cashgames vertegenwoordigen een monetaire waarde. Spelers kunnen bij een cashgame op elk moment instappen en op elk moment weggaan, waarbij zij hun fiches kunnen verzilveren voor echt geld. 

## Algemeen
Om deel te nemen aan een cashgame moet een speler zich eerst inkopen. Meestal geldt een minimum buy-in. Zo hanteert Holland Casino Amsterdam voor de 2/2-tafels een minimuminkoop van 50 euro. Bij no limit Hold’em-tafels geldt vaak ook een maximum buy-in. Het is mogelijk om tijdens het spel fiches bij te kopen (dit heet ook wel reloaden of rebuyen), mits het tafel-maximum voor die betreffende speler nog niet is bereikt. 
Voor een cashgame-tafel gelden blinds (vaste inzetten) die als volgt worden aangeduid: Bij een 1/2-tafel is de small blind 1 euro en de big blind 2 euro. Het komt ook voor dat de small blind en big blind even hoog zijn. Zo zijn 2/2 en 5/5 gangbare limieten in het Holland Casino. Soms is het ook mogelijk om te straddlen, dat wil zeggen dat de speler links van de big blind de inzet verdubbelt. Hij neemt als het ware de positie van de big blind over. 
Kenmerkend aan cashgame-poker is dat de spelers op elk moment mogen aanschuiven (uiteraard mits er nog een stoel vrij is) en op elk moment de tafel mogen verlaten, waarbij zij hun fiches inwisselen voor geld. Het is echter verboden om tussentijds geld van tafel af te romen. 
De organisator van de cashgame ontvangt rake, een percentage van elke pot (meestal tussen 2,5 en 10%, vaak gemaximeerd met een cap) als vergoeding voor het aanbieden van de cashgame.
In Nederland is het Holland Casino de enige legale aanbieder van cashgames. Er bestaan ook illegale aanbieders van cashgames. Wanneer een cashgame bij iemand thuis wordt gespeeld dan spreekt men ook wel van een homegame. 

## Verschil met toernooipoker
Cashgames verschillen in een aantal opzichten van pokertoernooien:
- Een cashgame wordt gespeeld op maximaal één tafel. Toernooipoker kan in beginsel gespeeld worden op een ongelimiteerd aantal tafels.
- De inzet bij een pokertoernooi ligt vast: Een vast bedrag voor een vast aantal chips. Bij een cashgame kan een speler zelf kiezen hoeveel hij inzet- (wel geldt vaak een minimum en maximum-inkoopbedrag).
- Bij een pokertoernooi ontvangt de organisator een vaste vergoeding, bij cashgames geniet de organisator rake die afhankelijk van hoeveel potten er gespeeld worden en hoe groot deze zijn.
- Een speler die al zijn chips verliest bij een cashgame, heeft de mogelijkheid om fiches bij te kopen (te reloaden) en zijn deelname aan het spel te continueren. Een speler die bij een pokertoernooi zijn chips verliest, ligt uit het spel.
- Bij een cashgame mag een speler elk moment opstaan en zijn chips omwisselen voor geld. Bij toernooipoker is het niet mogelijk om tussentijds het spel te verlaten. Uitsluitend een kleine percentage van de spelers (meestal de laatste 10-15% van het deelnemersveld) ontvangt een prijs.

## Bekende cashgames
- High Stakes Poker
- The Big Game
- European High Roller